# Њу Џерзи
Њу Џерзи (енгл. New Jersey) америчка је држава на источној обали САД. Према попису из 2022. било је 9.288.994 становника. По величини је 47. а по броју становника 11. међу државама САД, док је по густини насељености на првом месту у Сједињеним Америчким Државама. Име је добила по острву Џерзи у Ламаншу. Налази се у средишту Босваша, а према северу се граничи са Њујорком, према истоку излази на Атлантски океан, према југозападу са Делавером и према западу са Пенсилванијом. Делови Њу Џерзија припадају ширем подручју Њујорка и Филаделфије.

## Демографија
| 1900.     | 1910.     | 1920.     | 1930.     | 1940.     | 1950.     | 1960.     | 1970.     | 1980.     | 1990.     | 2000.     | 2010.     |
| --------- | --------- | --------- | --------- | --------- | --------- | --------- | --------- | --------- | --------- | --------- | --------- |
| 1.883.669 | 2.537.167 | 3.155.900 | 4.041.334 | 4.160.165 | 4.835.329 | 6.066.782 | 7.168.164 | 7.364.823 | 7.730.188 | 8.414.350 | 8.791.894 |

### Највећи градови
| Филаделфија Џерзи Сити | 1.  | Њуарк        | 277.140 | Патерсон Елизабет |
| Филаделфија Џерзи Сити | 2.  | Џерзи Сити   | 247.597 | Патерсон Елизабет |
| Филаделфија Џерзи Сити | 3.  | Патерсон     | 146.199 | Патерсон Елизабет |
| Филаделфија Џерзи Сити | 4.  | Елизабет     | 124.969 | Патерсон Елизабет |
| Филаделфија Џерзи Сити | 5.  | Трентон      | 84.913  | Патерсон Елизабет |
| Филаделфија Џерзи Сити | 6.  | Клифтон      | 84.136  | Патерсон Елизабет |
| Филаделфија Џерзи Сити | 7.  | Камден       | 77.344  | Патерсон Елизабет |
| Филаделфија Џерзи Сити | 8.  | Пасејик Сити | 69.781  | Патерсон Елизабет |
| Филаделфија Џерзи Сити | 9.  | Јунион Сити  | 66.455  | Патерсон Елизабет |
| Филаделфија Џерзи Сити | 10. | Ист Оринџ    | 64.270  | Патерсон Елизабет |